# 中国中日备忘录贸易办事处驻东京联络处
中国中日备忘录贸易办事处驻东京联络处，是中日邦交正常化前，中华人民共和国在日本国东京都设立的“备忘录贸易”问题涉外處理机关，于1964年8月设立。
该机构起初以出生于日本的中共领导人廖承志冠名为“廖承志办事处驻东京联络事务所”。1964年4月14日至18日，廖承志办事处和高碕办事处就互派代表和互设联络事务所事宜举行会谈。中国方面与会者有孙平化、王晓云，日本方面与会者有竹山佑太郎、冈崎嘉平太、古井喜实、大久保任晴，双方就互派代表和互设联络事务所达成协议。双方互设“廖承志办事处驻东京联络事务所”、“高碕办事处驻北京联络事务所”，前者直属国务院外事办公室，后者直属日本通产省。
1964年8月，以孙平化为驻东京联络处首席代表，吴曙东、陈抗为代表，康敏、林波为随员的中方人员在东京都纪尾井町农研大楼设立“廖承志办事处驻东京联络处”。
1968年2月，双方就年度《议定事项》进行谈判时，经过中方提议、日方同意，廖承志办事处和高碕事务所分别更名为“中国中日备忘录贸易办事处”和“日本日中备忘录贸易事务所”。1972年11月27日，在北京饭店举行备忘录贸易闭幕式。1972年12月31日，日本日中备忘录贸易事务所驻北京联络事务所关闭，该所成员一人转入日本驻华大使馆、一人转为日中贸易协会驻北京联络员，其余人员归国。1974年1月21日，中国中日备忘录贸易办事处驻东京联络事务所关闭，机构合并为中国驻日本大使馆商务办事处。

## 歷任館長
| 姓名   | 任命      | 到任         | 免職 | 離任      | 備註                          | 備註 |
| ------ | --------- | ------------ | ---- | --------- | ----------------------------- | ---- |
| 孙平化 | 1964年    |              |      | 1967年4月 | 1967年4月回国休假，未返回日本 |      |
| 赵自瑞 |           |              |      |           | 代表，临时负责联络处工作      |      |
| 许宗茂 |           |              |      |           | 代表，临时负责联络处工作      |      |
| 萧向前 | 1972年5月 | 1972年7月3日 |      |           |                               |      |